# 小行星5046
小行星5046（5046 Carletonmoore）是一颗绕太阳运转的小行星，为主小行星带小行星。该小行星于1981年2月28日发现。

## 轨道参数
小行星5046的轨道半长轴为2.5781772 UA，离心率为0.066。